# Nikolaï Antipov
Pour les articles homonymes, voir Antipov.
Nikolaï Kirillovitch Antipov (russe : Николай Кириллович Антипов, 15 décembre 1894 - 29 juillet 1938) est un homme politique soviétique. Il est nommé membre du Comité exécutif central de l'Union soviétique (en), membre élu du Comité central du Parti communiste de l'Union soviétique (1924-1937) et membre candidat de l'Orgburo (1924-1925, 1928-1930). Il est exécuté lors des Grandes Purges et réhabilité à titre posthume.

## Biographie
Nikolaï Antipov naît le 15 décembre 1894 dans le village de Lissitchkino (ouïezd de Staraïa Roussa, gouvernement de Novgorod) au sein d'une famille paysanne,.
Il suit une formation d'ajusteur dans une école technique maritime puis débute comme serrurier dans un chantier naval de Saint-Pétersbourg et dans l'usine Dynamo de Moscou. En 1912, il rejoint les rangs de la faction bolchévique du parti ouvrier social-démocrate de Russie : l'année suivante, il est arrêté pour avoir participé aux activités organisées par le parti. En 1914, il est de nouveau arrêté et passe un an en prison. Après une troisième arrestation pour avoir dirigé une imprimerie clandestine, il est libéré lors de la révolution de Février. En 1917, il est élu au comité du parti à Petrograd — nouveau nom de Saint-Pétersbourg — et au soviet de Petrograd ; en octobre de cette année, il intègre également le présidium du conseil central des comités d'usine de la ville.
En août 1918, il devient vice-président de la Tchéka de Petrograd, puis en prend la présidence en remplacement de Varvara Iakovleva. En 1919, il est muté à Kazan, en tant que secrétaire du comité du Parti communiste du gouvernement de Kazan. En 1920, il est envoyé à Moscou pour travailler au commissariat du peuple aux transports, puis est nommé secrétaire du comité moscovite du Parti communiste.
En 1924, il est élu membre du Comité central du Parti communiste de l'URSS et nommé chef de l'Ograspred, le département du Comité central responsable de la nomination du personnel, ce qui le met en contact régulier et étroit avec le secrétaire général Joseph Staline. En janvier 1926, il est nommé premier secrétaire du comité régional de l'Oural. En 1926, il est muté au poste de deuxième secrétaire du comité régional de Leningrad — comme a été une nouvelle fois rebaptisée Saint-Petersbourg — et secrétaire du bureau nord-ouest du Parti communiste.
Du 16 janvier 1928 au 30 mars 1931, Nikolaï Antipov dirige le commissariat du peuple aux postes et télégraphes de l'URSS (en). En 1931, il est nommé commissaire du peuple à l'Inspection ouvrière et paysanne de l'URSS, puis vice-président de la Commission de contrôle soviétique auprès du Conseil des commissaires du peuple de l'URSS.
Le 27 avril 1935, Antipov est nommé au poste de président de la Commission de l'URSS sur le contrôle soviétique et vice-Premier ministre de l'Union soviétique (en). Lors des Grandes Purges, il est arrêté le 21 juin 1937 et exclu du Parti communiste. Le 28 juillet 1938, il est condamné à mort par le Collège militaire de la Cour suprême de l'Union soviétique et exécuté le lendemain.
Le 30 juin 1956, la décision du Collège militaire de la Cour suprême est annulée, ce qui donne lieu à la réhabilitation de Nikolaï Antipov et à sa réintégration dans les rangs du Parti communiste à titre posthume.